# Time Is Passing
Pistes de Odds and Sods (édition de 1998)
Love Ain't for Keeping Pure and Easy
Time Is Passing est une chanson du groupe britannique The Who, écrite en 1971 aux studios Olympic.

## Caractéristiques
Cette chanson, comme beaucoup d'autres écrites à l'époque par Pete Townshend (on peut citer Pure and Easy ou Getting in Tune), propose une réflexion sur la musique et ses effets sur la personnalité. Ici, le narrateur exprime son attirance vis-à-vis de la musique : It's only by the music I'll be free (« seule la musique pourra me libérer »). La chanson devait apparaître au sein du Projet Lifehouse abandonné ; on en retrouve une démo dans les Lifehouse Chronicles (2000).
Deux enregistrements existent dans la discographie du groupe : dans l'édition remasterisée de Odds and Sods, sortie en 1997, où l'on retrouve la piste mono sauvée de l'enregistrement stéréo original, et dans l'édition Deluxe de 2003 de Who's Next.
Pete Townshend a introduit une version de Time Is Passing dans son album solo de 1972 Who Came First.